# Governo Frieden-Bettel
Il Governo Frieden-Bettel (meglio noto come Governo Frieden) è l’attuale governo in carica del Lussemburgo dal 17 novembre 2023.

## Storia

### Formazione
Guidato dal Primo ministro conservatore Luc Frieden, il governo è costituito e appoggiato da una coalizione fra il Partito Popolare Cristiano Sociale (CSV) ed il Partito Democratico (DP); insieme, questi dispongono di 35 deputati su 60, ovvero il 58,33% dei seggi della Camera dei deputati.
Questo governo si è formato dopo le elezioni legislative del 2023, e succede al Governo Bettel-Lenert-Bausch (o Governo Bettel II).
Il Primo ministro e il suo esecutivo assunsero ufficialmente le loro funzioni il 17 novembre.

## Compagine di governo

### Appartenenza politica
L'appartenenza politica dei membri del Governo alla sua formazione era la seguente:
| Partito | Partito                                  | Presidente | Ministri | Totale |
| ------- | ---------------------------------------- | ---------- | -------- | ------ |
|         | Partito Popolare Cristiano Sociale (CSV) | 1          | 7        | 8      |
|         | Partito Democratico (DP)                 | -          | 7        | 7      |
| Totale  | Totale                                   | 1          | 14       | 15     |

### Situazione parlamentare
| Camera              | Collocazione | Partiti                                     | Seggi   |
| ------------------- | ------------ | ------------------------------------------- | ------- |
| Camera dei Deputati | Maggioranza  | CSV (21), DP (14)                           | 35 / 60 |
| Camera dei Deputati | Opposizione  | LSAP (11), ADR (5), DG (4), PPL (3), DL (2) | 25 / 60 |

## Composizione
Partito Popolare Cristiano Sociale (CSV)
     Partito Democratico (DP)
| Ufficio del Primo ministro                                                                 | Ufficio del Primo ministro | Ufficio del Primo ministro | Ufficio del Primo ministro | Ufficio del Primo ministro |
| Carica                                                                                     | Titolare                   | Titolare                   | Titolare                   | Partito                    |
| ------------------------------------------------------------------------------------------ | -------------------------- | -------------------------- | -------------------------- | -------------------------- |
| Primo ministro Ministro di Stato                                                           |                            |                            | Luc Frieden                | CSV                        |
| Vice-Primo ministro                                                                        |                            |                            | Xavier Bettel              | DP                         |
| Ministeri                                                                                  |                            |                            |                            |                            |
| Ministri                                                                                   | Ministri                   | Ministri                   | Ministri                   | Partito                    |
| Affari Esteri ed Europei, Cooperazione, Commercio estero e “Grande Regione del SaarLorLux” |                            |                            | Xavier Bettel              | DP                         |
| Economia, PMI, Energia e Turismo                                                           |                            |                            | Lex Delles                 | DP                         |
| Agricoltura, Alimentazione e Viticoltura                                                   |                            |                            | Martine Hansen             | CSV                        |
| Difesa Uguaglianza di genere e Diversità Mobilità e Lavori pubblici                        |                            |                            | Yuriko Backes              | DP                         |
| Istruzione nazionale, Infanzia e Gioventù Alloggi e Pianificazione Territoriale            |                            |                            | Claude Meisch              | DP                         |
| Famiglia, Solidarietà, Vita Comune ed Accoglienza                                          |                            |                            | Max Hahn                   | DP                         |
| Finanze                                                                                    |                            |                            | Gilles Roth                | CSV                        |
| Sanità e Sicurezza sociale                                                                 |                            |                            | Martine Deprez             | CSV                        |
| Interno e Polizia                                                                          |                            |                            | Léon Gloden                | CSV                        |
| Digitalizzazione, Ricerca ed Insegnamento superiore                                        |                            |                            | Stéphanie Obertin          | DP                         |
| Sport Lavoro                                                                               |                            |                            | Georges Mischo             | CSV                        |
| Ambiente, Clima, Biodiversità Funzione Pubblica                                            |                            |                            | Serge Wilmes               | CSV                        |
| Giustizia Media e Comunicazioni Relazioni con il Parlamento                                |                            |                            | Elisabeth Margue           | CSV                        |
| Cultura                                                                                    |                            |                            | Eric Thill                 | DP                         |

Fonte: (FR) Composizione del Governo, su gouvernement.lu.